# Giżycko
Giżycko (in polacco antico: Lec e Łuczany, in tedesco Lötzen) è una città polacca del distretto di Giżycko nel voivodato della Varmia-Masuria, nella regione della Masuria. Ricopre una superficie di 13,87 km² e nel 2004 contava 30.989 abitanti.
Nel 1838, un illustre storico polacco Wojciech Kętrzyński nacque a Giżycko.
Comunità urbane e rurali:
| Nome polacco | Nome tedesco (fino al 1945)   | Nome polacco      | Nome tedesco (fino al 1945)      | Nome polacco       | Nome tedesco (fino al 1945)       |
| ------------ | ----------------------------- | ----------------- | -------------------------------- | ------------------ | --------------------------------- |
| Antonowo     | Antonowen 1938-45 Antonsdorf  | Kąp               | Kampen                           | Strzelce           | Strzelzen 1938-45 Zweischützen    |
| Bogacko      | Bogatzko 1938-45 Rainfeld     | Kozin             | Koszinnen 1928-45 Rodenau        | Sulimy             | Sulimmen                          |
| Bogaczewo    | Bogatzewen 1927-45 Reichensee | Kożuchy Małe      | Klein Kosuchen                   | Świdry             | Schwiddern                        |
| Bystry       | Biestern                      | Kożuchy Wielkie   | Groß Kosuchen 1938-45 Allenbruch | Szczybały Giżyckie | Sczyballen 1928-45 Schönballen    |
| Doba         | Doben                         | Kruklin           | Kruglinnen 1938-45 Kraukeln      | Upałty             | Upalten                           |
| Dziewiszewo  | Kühnort                       | Nowe Sołdany      | Neu Soldahnen                    | Upałty Małe        | Klein Upalten                     |
| Fuleda       | Faulhöden                     | Pieczonki         | Pietzonken 1930-45 Grünau        | Wilkaski           | Wolfsee                           |
| Gajewo       | Grünhof                       | Piękna Góra       | Schönberg                        | Wilkasy            | Willkassen 1928-45 Wolfsee        |
| Gorazdowo    | Thiemau                       | Pierkunowo        | Pierkunowen 1935-45 Perkunen     | Wronka             | Klein Wronnen 1938-45 Kleinwarnau |
| Grajwo       | Graywen 1938-45 Graiwen       | Sołdany           | Soldahnen                        | Wrony              | Groß Wronnen 1938-45 Großwarnau   |
| Guty         | Gutten                        | Spytkowo          | Spiergsten 1938-45 Spirgsten     | Zielony Gaj        | Grünwalde                         |
| Kalinowo     | Kallinowen                    | Sterławki Małe    | Klein Stürlack                   |                    |                                   |
| Kamionki     | Kamionken 1928-45 Steintal    | Sterławki Średnie | Groß Stürlack                    |                    |                                   |

## Storia
La storia ufficiale della roccaforte di Niegocin inizia nella seconda metà del XVI secolo, quando il principe prussiano Albrecht Friedrich Hohenzollern - Ansbach concesse il privilegio, elevando la tenuta sul lago Lowentin (allora chiamato lago Niegocin) al rango di città. La più antica traccia di attività umana risale a circa 15.000 anni fa. I primi riferimenti scritti su quest'area risalgono già al II secolo d.C. nelle opere di Tacito e Tolomeo di Alessandria. Nel 1008, su iniziativa del re polacco Boleslaw the Brave, ci fu una missione di cristianizzazione guidata da Mons. Bruno di Kwerfurt. La missione terminò il 9 marzo con la morte del vescovo. Nel 1910 fu eretto un monumento in ferro su una delle colline sul lago, che localizzava il luogo di morte del missionario. Negli anni 1277-1283 l'area dei Grandi Laghi della Masuria prese il controllo dell'Ordine Teutonico. Intorno al 1340, sull'istmo tra i laghi Niegocin e Kisajno, i cavaleri religiosi eressero una roccaforte difensiva. Il castello si chiamava Lötzen. Già a metà del XV secolo, sotto la copertura del castello, cominciò a nascere un insediamento, fondato da coloni masoviani. Lo stemma e il sigillo della città furono dati alla città, che da allora prese il nome di castello Lötzen, con un privilegio del 26 maggio 1612. Nell'aprile del 1822 scoppiò il più grande incendio nella storia della città. Tuttavia, la seconda metà del XIX secolo portò ad un miglioramento della qualità della vita degli abitanti di Lötzen e dell'area circostante. Negli anni 1843-1851 sono state costruite grandi opere pubbliche. Durante la prima guerra mondiale, Lötzen fu attaccata due volte dalle truppe russe. Negli anni tra la prima e la seconda guerra mondiale, Lötzen divenne una località balneare alla moda. Nel 1925, la città aveva già 10.984 abitanti. Dopo la guerra, Lötzen fu chiamato con il vecchio nome masuriano Lec. Dall'agosto 1945 fu adottata un'altra versione del nome: Łuczany. Nell'agosto 1946 la città prese il nome di Giżycko.

## Leggenda dello stemma
Giżycko si trova sul territorio un tempo abitato dalla tribù prussiana pagana - i Galinds. Arrivato in Polonia nel 1226, l'Ordine Teutonico conquistò queste aree per 50 anni e vi creò uno Stato religioso, che esisteva da oltre 200 anni. Ha portato coloni dalla Polonia e dalla Germania, ha introdotto il cristianesimo. I Cavalieri Teutonici costruirono castelli. Uno di questi castelli fu costruito nel 1283, sull'istmo dei due grandi laghi Niegocin e Mamry al posto dell'antico insediamento prussiano. Intorno al castello fu istituito un insediamento chiamato Nowa Wies, distrutto insieme al castello durante la guerra dei tredici anni. Più tardi, Margrave Albrecht Frederick elevò l'insediamento al rango di città e gli diede il nome di LEC. Dopo molti anni di sforzi e molte petizioni da parte dei residenti, fu solo il 15 maggio 1612 che Lec ottenne i diritti di città dalle mani del principe prussiano Jan Zygmunt Hohenzollern. Il privilegio di usare il sigillo e lo stemma fu concesso il 26 maggio 1612. Nello stemma di Lec ci sono tre mammelle, poste una sopra l'altra, con una più grande centrale, sullo scudo blu. Probabilmente la vicinanza dei laghi, dove sono state catturate molte orate, ha avuto un impatto su questa forma dello stemma. La leggenda narra, che presumibilmente il Grande Elettore mentre era a Lec consumava gustose orate per il pranzo catturate dai pescatori locali a Niegocin. Con gratitudine, decise di dare alla città uno stemma con tre orate e agli abitanti il diritto di pescare a Niegocin. A quel tempo, fu anche stabilita l'ortografia del nome della città - Lötzen. I Mazuriani che vivevano qui il più delle volte usavano il primo - Lec. Orgogliosi dei privilegi ottenuti in città, stavano già costruendo il municipio nel 1613. Lo sviluppo della città è ostacolato dalle guerre. Nella seconda guerra svedese-polacca, il 10 febbraio 1657, tatari e polacchi, dopo la battaglia di Prostki, invasero Lec e la bruciarono. La città non fu risparmiata neanche durante la guerra dei sette anni (1756-63). Nel giugno del 1812, durante la guerra franco-russa, passarono le truppe francesi e italiane, fermandosi per alcuni giorni. Molte perdite si verificarono dopo gli incendi del 1686, 1756, 1786, 1816, 1822. La peste colpì la zona due volte. Nel 1709-11 e nel 1831 vi furono anche anni sterili. Nonostante questi ostacoli, la città si stava ricostruendo, ricevendo nuovi coloni. Il XIX secolo ha portato i cambiamenti più significativi portando progressi in molte aree della vita, specialmente dopo il Congresso di Vienna. Il 1 settembre 1818, Giżycko divenne un poviat. Vengono istituiti un ufficio poviat e fiscale, nonché un tribunale municipale e terrestre. Fu costruita una nuova e attuale chiesa protestante, consacrata nel 1827. Nel 1844 iniziò la costruzione della fortezza di Boyen. Fu anche avviata la costruzione di strade e furono avviati i canali che collegavano i laghi della Masuria. La prima crociera sul piroscafo "Masovia", con a bordo il re Federico Guglielmo IV, ebbe luogo nel giugno 1854. Il 16 maggio 1890, fu creata una società per facilitare la navigazione sui laghi della Masuria. Il lancio della linea ferroviaria che collega Giżycko con Kętrzyn ed Ełk ebbe un grande impatto sullo sviluppo della città nel dicembre 1868. Già alla fine del XIX secolo, fu attivata la Società per l'abbellimento della città. Il XX secolo porta ulteriore sviluppo. Nel 1906, un monumento ai caduti fu eretto sulla piazza, che rimase fino al 1945. Dopo la guerra, inizia una nuova storia della città. Il nome della città cambia in Łuczany. L'attuale nome Giżycko è in vigore dal 4 marzo 1946.

## Amministrazione

### Gemellaggi
- Trakai

## Sport
La più importante società calcistica è il Mamry Giżycko.

## Galleria d'immagini

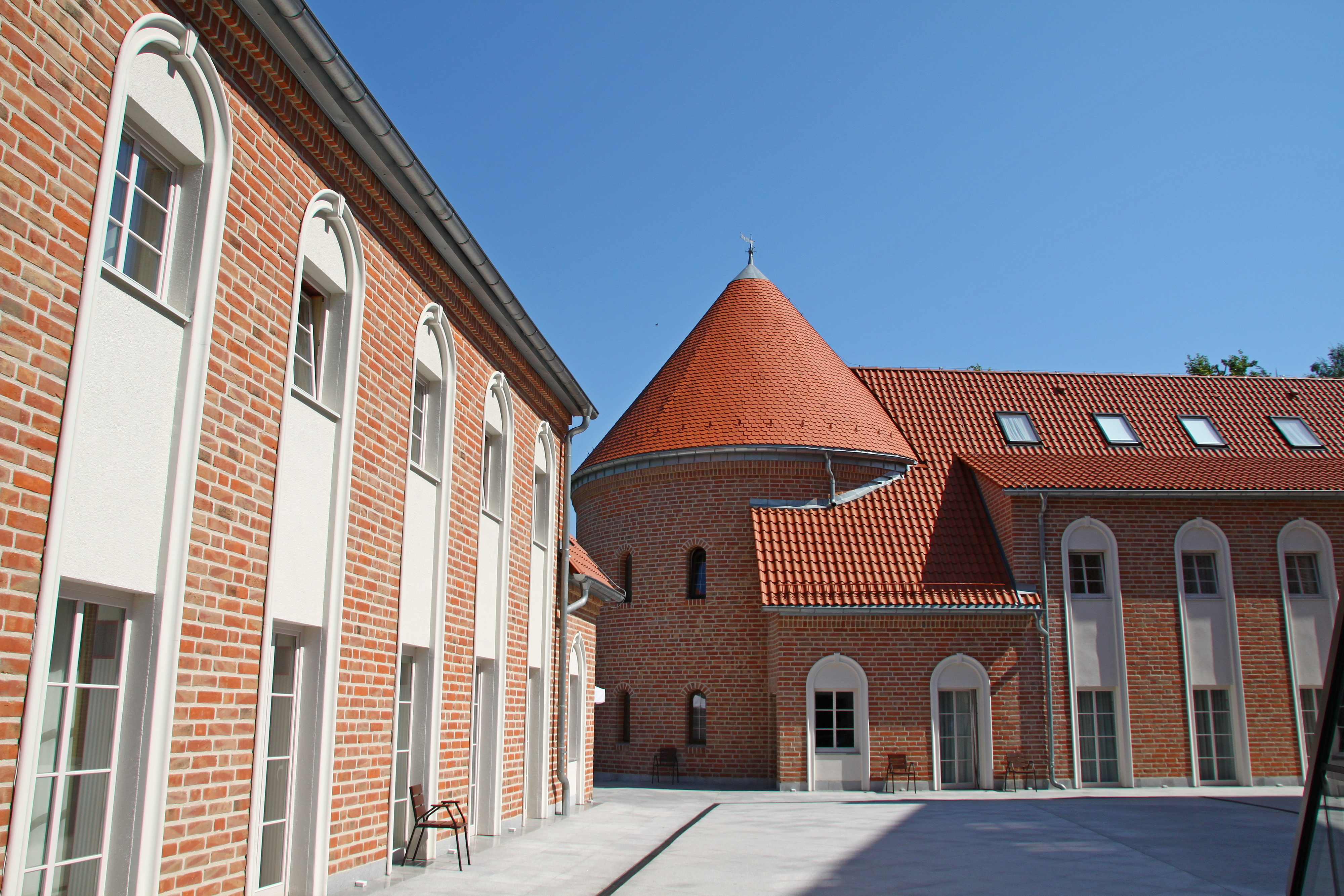
Castello
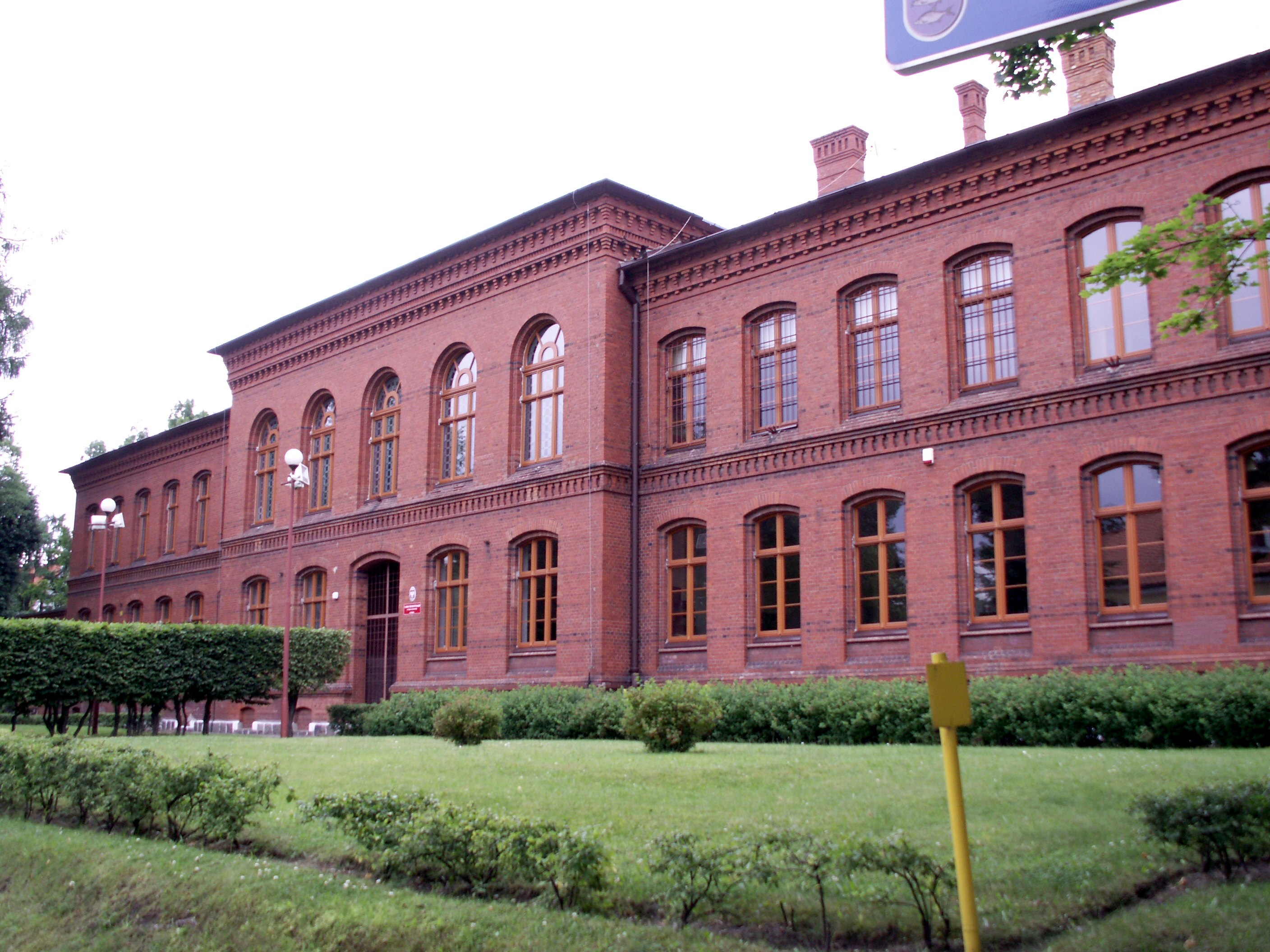
Liceo
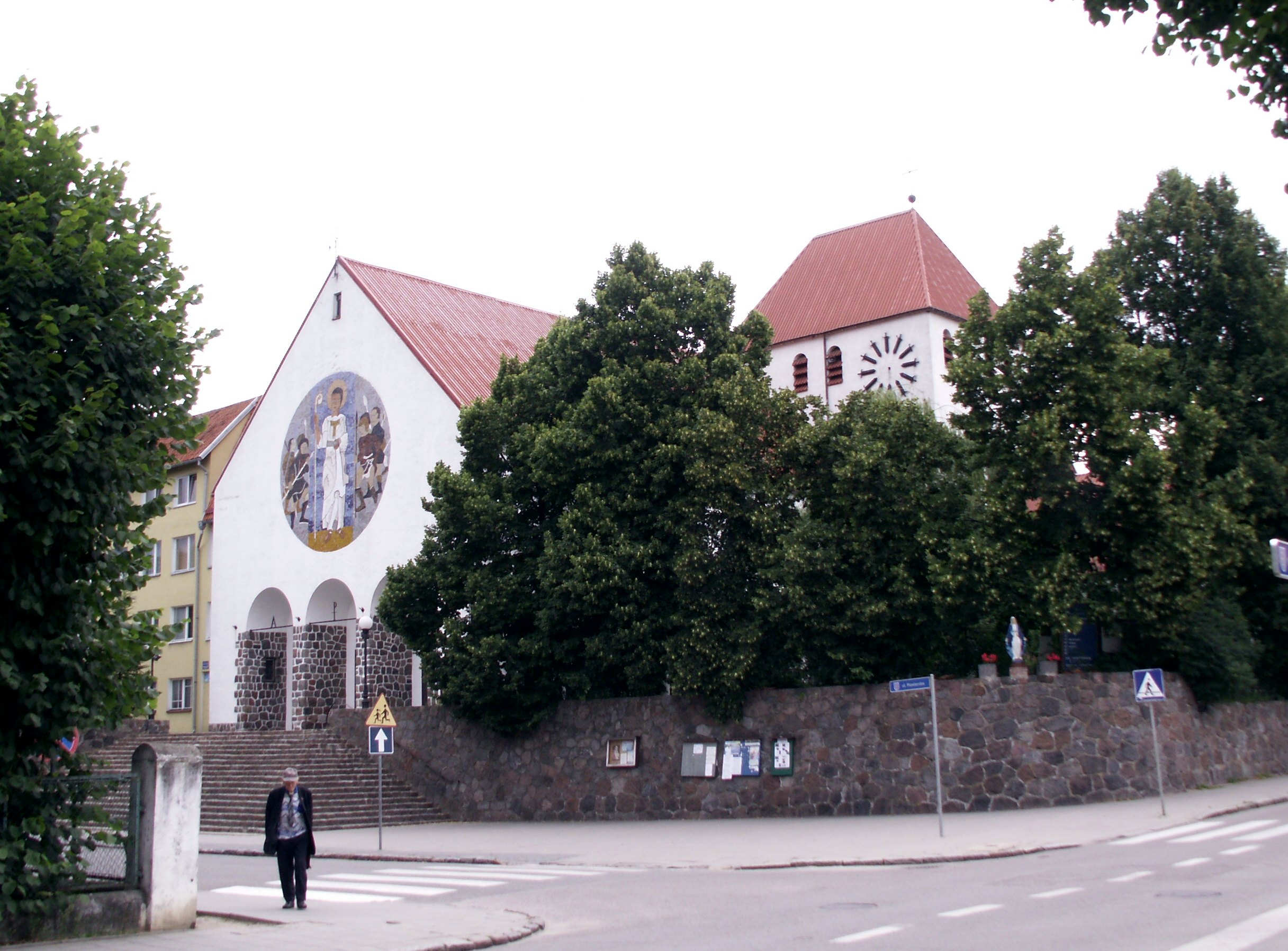
Chiesa di San Bruno
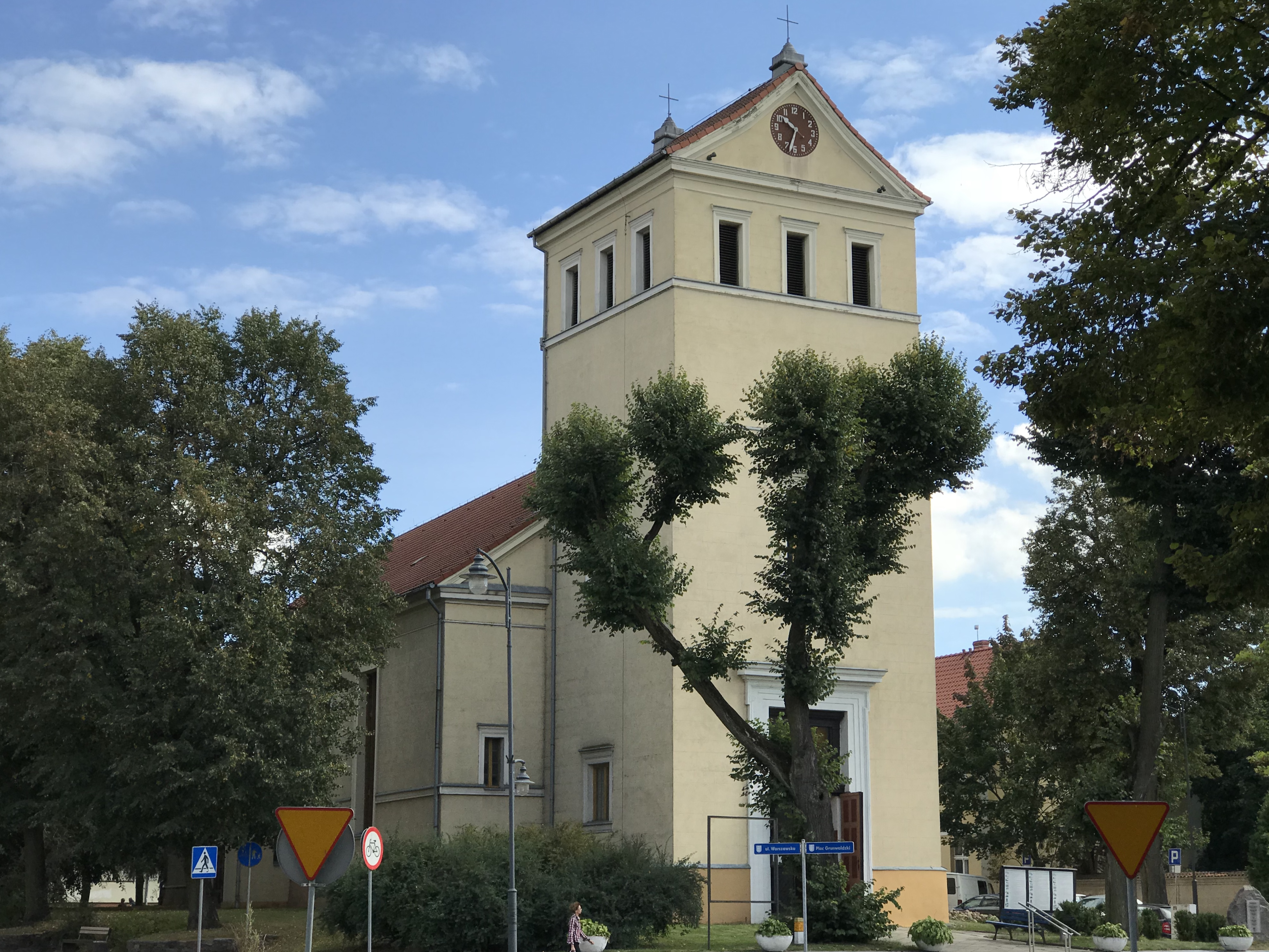
Chiesa evangelica